# Denis Onyango
Denis Onyango (Kampala, 15 maggio 1987) è un calciatore ugandese, portiere del Mamelodi Sundowns.

## Caratteristiche tecniche
Bravo nell'uno contro uno.

## Carriera

### Club
Nel 2016 ha vinto la Premier Soccer League sudafricana e la CAF Champions League con il Mamelodi Sundowns.
Il 5 gennaio 2017 è stato votato Giocatore africano dell'anno tra quelli militanti nei campionati africani. Ha raccolto 252 voti, 24 in più di Khama Billiat.
È stato votato decimo miglior portiere del mondo del 2016 dall'IFFHS.

### Nazionale
Esordisce in nazionale il 18 giugno 2005 contro il Capo Verde, incontro di qualificazione ai Mondiali 2006. Il 5 gennaio 2017 viene selezionato dal CT Milutin Sredojević per la Coppa d'Africa 2017. Esordisce nella competizione il 17 gennaio contro il Ghana. In seguito al ritiro di Geofrey Massa, viene nominato capitano delle Gru.
Il 12 aprile 2021, dopo aver mancato l'accesso alla Coppa d'Africa, annuncia il proprio ritiro dalla nazionale.

## Statistiche

### Presenze e reti nei club
Statistiche aggiornate al 12 settembre 2021.
| Stagione                 | Squadra                  | Campionato               | Campionato | Campionato | Coppe nazionali | Coppe nazionali | Coppe nazionali | Coppe continentali | Coppe continentali | Coppe continentali | Altre coppe  | Altre coppe | Altre coppe  | Totale | Totale |
| Stagione                 | Squadra                  | Comp                     | Pres       | Reti       | Comp            | Pres            | Reti            | Comp               | Pres               | Reti               | Comp         | Pres        | Reti         | Pres   | Reti   |
| ------------------------ | ------------------------ | ------------------------ | ---------- | ---------- | --------------- | --------------- | --------------- | ------------------ | ------------------ | ------------------ | ------------ | ----------- | ------------ | ------ | ------ |
| 2011-2012                | M. Sundowns              | PL                       | 1          | 0          | NC+CdL          | 0               | 0               | -                  | -                  | -                  | MTN 8        | 0           | 0            | 1      | 0      |
| 2012-2013                | M. Sundowns              | PL                       | 0          | 0          | NC+CdL          | 0+2             | 0               | -                  | -                  | -                  | MTN 8        | 0           | 0            | 2      | 0      |
| 2013-2014                | Bidvest Wits             | PL                       | 4          | -1         | NC+CdL          | 0               | 0               | -                  | -                  | -                  | MTN 8        | 0           | 0            | 4      | -1     |
| 2014-2015                | M. Sundowns              | PL                       | 12         | -8         | NC+CdL          | 0+1             | -1              | CCL                | 2                  | -3                 | MTN 8        | 0           | 0            | 15     | -12    |
| 2015-2016                | M. Sundowns              | PL                       | 22         | -15        | NC+CdL          | 2+4             | -2 + -3         | CCL                | 9                  | -5                 | MTN 8        | 0           | 0            | 37     | -25    |
| 2016-2017                | M. Sundowns              | PL                       | 18         | -12        | NC+CdL          | 0               | 0               | CCL                | 6                  | -4                 | MTN 8+SA+Cmc | 4+1+2       | -4 + -0 + -6 | 31     | -26    |
| 2017-2018                | M. Sundowns              | PL                       | 25         | -20        | NC+CdL          | 2+1             | -4 + -1         | CCL                | 7                  | -4                 | MTN 8        | 0           | 0            | 35     | -29    |
| 2018-2019                | M. Sundowns              | PL                       | 17         | -10        | NC+CdL          | 1+1             | -2 + -0         | CCL                | 9                  | -6                 | MTN 8        | 1           | 0            | 29     | -18    |
| 2019-2020                | M. Sundowns              | PL                       | 21         | -18        | NC+CdL          | 4+4             | -2 + -3         | CCL                | 7                  | -5                 | MTN 8        | 3           | -4           | 39     | -32    |
| 2020-2021                | M. Sundowns              | PL                       | 25         | -11        | NC+CdL          | 1+0             | -1              | CCL                | 7                  | -5                 | MTN 8        | 1           | -1           | 34     | -18    |
| 2021-2022                | M. Sundowns              | PL                       | 2          | 0          | NC+CdL          | 0               | 0               | CCL                | 0                  | 0                  | MTN 8        | 1           | -1           | 3      | -1     |
| Totale Mamelodi Sundowns | Totale Mamelodi Sundowns | Totale Mamelodi Sundowns | 143        | -94        |                 | 23              | -19             |                    | 47                 | -32                |              | 13          | -16          | 226    | -161   |
| Totale carriera          | Totale carriera          | Totale carriera          | 147        | -95        |                 | 23              | -19             |                    | 47                 | -32                |              | 13          | -16          | 230    | -162   |

### Cronologia presenze e reti in nazionale
| Cronologia completa delle presenze e delle reti in nazionale ― Uganda | Cronologia completa delle presenze e delle reti in nazionale ― Uganda | Cronologia completa delle presenze e delle reti in nazionale ― Uganda | Cronologia completa delle presenze e delle reti in nazionale ― Uganda | Cronologia completa delle presenze e delle reti in nazionale ― Uganda | Cronologia completa delle presenze e delle reti in nazionale ― Uganda | Cronologia completa delle presenze e delle reti in nazionale ― Uganda | Cronologia completa delle presenze e delle reti in nazionale ― Uganda |
| Data                                                                  | Città                                                                 | In casa                                                               | Risultato                                                             | Ospiti                                                                | Competizione                                                          | Reti                                                                  | Note                                                                  |
| --------------------------------------------------------------------- | --------------------------------------------------------------------- | --------------------------------------------------------------------- | --------------------------------------------------------------------- | --------------------------------------------------------------------- | --------------------------------------------------------------------- | --------------------------------------------------------------------- | --------------------------------------------------------------------- |
| 31-8-2017                                                             | Kampala                                                               | Uganda                                                                | 1 – 0                                                                 | Egitto                                                                | Qual. Mondiali 2018                                                   | -                                                                     | Cap. 82’                                                              |
| 5-9-2017                                                              | Alessandria d'Egitto                                                  | Egitto                                                                | 1 – 0                                                                 | Uganda                                                                | Qual. Mondiali 2018                                                   | -1                                                                    | Cap.                                                                  |
| 7-10-2017                                                             | Kampala                                                               | Uganda                                                                | 0 – 0                                                                 | Ghana                                                                 | Qual. Mondiali 2018                                                   | -                                                                     | Cap.                                                                  |
| 12-11-2017                                                            | Brazzaville                                                           | Rep. del Congo                                                        | 1 – 1                                                                 | Uganda                                                                | Qual. Mondiali 2018                                                   | -1                                                                    | Cap.                                                                  |
| 24-3-2018                                                             | Kampala                                                               | Uganda                                                                | 3 – 1                                                                 | São Tomé e Príncipe                                                   | Amichevole                                                            | -1                                                                    | Cap.                                                                  |
| 27-3-2018                                                             | Kampala                                                               | Uganda                                                                | 0 – 0                                                                 | Malawi                                                                | Amichevole                                                            | -                                                                     | Cap.                                                                  |
| 2-6-2018                                                              | Niamey                                                                | Niger                                                                 | 2 – 1                                                                 | Uganda                                                                | Amichevole                                                            | -2                                                                    | Cap. 30’                                                              |
| 8-9-2018                                                              | Kampala                                                               | Uganda                                                                | 0 – 0                                                                 | Tanzania                                                              | Qual. Coppa d'Africa 2019                                             | -                                                                     | Cap.                                                                  |
| 13-10-2018                                                            | Kampala                                                               | Uganda                                                                | 3 – 0                                                                 | Lesotho                                                               | Qual. Coppa d'Africa 2019                                             | -                                                                     | Cap.                                                                  |
| 16-10-2018                                                            | Maseru                                                                | Lesotho                                                               | 0 – 2                                                                 | Uganda                                                                | Qual. Coppa d'Africa 2019                                             | -                                                                     | Cap.                                                                  |
| 17-11-2018                                                            | Kampala                                                               | Uganda                                                                | 1 – 0                                                                 | Capo Verde                                                            | Qual. Coppa d'Africa 2019                                             | -                                                                     | Cap.                                                                  |
| 24-3-2019                                                             | Dar es Salaam                                                         | Tanzania                                                              | 3 – 0                                                                 | Uganda                                                                | Qual. Coppa d'Africa 2019                                             | -3                                                                    | Cap.                                                                  |
| 14-6-2019                                                             | Abu Dhabi                                                             | Costa d'Avorio                                                        | 0 – 1                                                                 | Uganda                                                                | Amichevole                                                            | -                                                                     | Cap.                                                                  |
| 22-6-2019                                                             | Il Cairo                                                              | RD del Congo                                                          | 0 – 2                                                                 | Uganda                                                                | Coppa d'Africa 2019 - 1º turno                                        | -                                                                     | Cap.                                                                  |
| 26-6-2019                                                             | Il Cairo                                                              | Uganda                                                                | 1 – 1                                                                 | Zimbabwe                                                              | Coppa d'Africa 2019 - 1º turno                                        | -1                                                                    | Cap.                                                                  |
| 30-6-2019                                                             | Il Cairo                                                              | Uganda                                                                | 0 – 2                                                                 | Egitto                                                                | Coppa d'Africa 2019 - 1º turno                                        | -2                                                                    | Cap. 72’                                                              |
| 5-7-2019                                                              | Il Cairo                                                              | Uganda                                                                | 0 – 1                                                                 | Senegal                                                               | Coppa d'Africa 2019 - Ottavi di finale                                | -1                                                                    | Cap. 5’                                                               |
| 13-10-2019                                                            | Bahar Dar                                                             | Etiopia                                                               | 0 – 1                                                                 | Uganda                                                                | Amichevole                                                            | -                                                                     | Cap.                                                                  |
| 13-11-2019                                                            | Ouagadougou                                                           | Burkina Faso                                                          | 0 – 0                                                                 | Uganda                                                                | Qual. Coppa d'Africa 2021                                             | -                                                                     | Cap. 74’                                                              |
| 17-11-2019                                                            | Kampala                                                               | Uganda                                                                | 2 – 0                                                                 | Malawi                                                                | Qual. Coppa d'Africa 2021                                             | -                                                                     | Cap.                                                                  |
| 12-11-2020                                                            | Kampala                                                               | Uganda                                                                | 1 – 0                                                                 | Sudan del Sud                                                         | Qual. Coppa d'Africa 2021                                             | -                                                                     | Cap.                                                                  |
| 16-11-2020                                                            | Nairobi                                                               | Sudan del Sud                                                         | 1 – 0                                                                 | Uganda                                                                | Qual. Coppa d'Africa 2021                                             | -1                                                                    | Cap.                                                                  |
| 24-3-2021                                                             | Kampala                                                               | Uganda                                                                | 0 – 0                                                                 | Burkina Faso                                                          | Qual. Coppa d'Africa 2021                                             | -                                                                     | Cap.                                                                  |
| 29-3-2021                                                             | Blantyre                                                              | Malawi                                                                | 1 – 0                                                                 | Uganda                                                                | Qual. Coppa d'Africa 2021                                             | -1                                                                    | Cap.                                                                  |
| Totale                                                                |                                                                       | Presenze                                                              | 24                                                                    |                                                                       | Reti                                                                  | -14                                                                   |                                                                       |

## Palmarès

### Club

#### Competizioni nazionali
- Campionato sudafricano: 12

Supersport United: 2007-2008, 2008-2009, 2009-2010
Mamelodi Sundowns: 2015-2016, 2017-2018, 2018-2019, 2019-2020, 2020-2021, 2021-2022, 2022-2023, 2023-2024, 2024-2025
- Coppa del Sudafrica: 1

Mamelodi Sundowns: 2019-2020
- MTN8: 1

Mamelodi Sundowns: 2021

#### Competizioni internazionali
- CAF Champions League: 1

Mamelodi Sundowns: 2016
- Supercoppa CAF: 1

Mamelodi Sundowns: 2017
- African Football League: 1

Mamelodi Sundowns: 2023